# José Franco Mussió
José Franco Mussió (Manila, 4 de febrero de 1879 – Oviedo, 14 de noviembre de 1937) fue un militar español. Perteneciente al arma de artillería, llegó a desempeñar el puesto de director de la Fábrica de armas de Trubia hasta su asesinato por los sublevados durante la Guerra Civil Española.

## Biografía

### Carrera militar
José Franco Mussió nació en Manila en 1879, en el seno de una familiar de larga tradición militar.
En 1894 empezó sus estudios en la Academia de artillería de Segovia, comenzando su carrera militar. Se licenció a comienzos de 1897 con el rango de teniente. En 1910 marchó a Marruecos, estando adscrito a la Comandancia de Melilla hasta 1914. Tras regresar a la península y ocupar diversos destinos, en 1918 regresó al Marruecos español, participando posteriormente en la guerra del Rif. Para 1924 ya tenía el rango de teniente coronel. 
Tras la proclamación de la Segunda República en 1931 Franco Mussío ocupó nuevos puestos de mando, como comandante del 1.er Regimiento de Artillería de Montaña en la IV División Orgánica (1932), o jefe del Regimiento de Artillería de Costa n.º 2 de Ferrol (1933). También realizó diversas labores militares como inspector de artillería. 

### Guerra civil
En julio de 1936, cuando se produjo el Golpe de Estado que desembocaría en la Guerra civil española, Franco Mussió ostentaba el rango de coronel y era director de la Fábrica de armas de Trubia desde 1935. La tarde del 18 de julio, cuando el coronel Antonio Aranda le llamó desde Oviedo conminándole para que se uniera a él y se sublevara, Franco Mussió se mostró reticente. Con ello, la fábrica de Trubia se mantuvo fiel al gobierno republicano. Siendo uno de los pocos oficiales profesionales que se había mantenido fiel en Asturias, tras el estallido de la Guerra civil el gobierno de Madrid le había nombrado comandante de todas las milicias, puesto en el que sin embargo no duró mucho tiempo. Entre las filas republicanas hubo muchos que acusaban al coronel Franco de ser un simpatizante de los rebeldes, especialmente el PCE, una opinión que comparte el historiador británico Paul Preston. Ciertamente, durante los primeros momentos se había negado a entregar armas a los obreros y milicianos. Otros autores creen sin embargo que este extremo no es cierto y que se basa en acusaciones sin fundamento. Sea cierto esto o no, en la primavera de 1937 el coronel Franco llegó ser arrestado por las autoridades republicanas y juzgado por estos motivos, aunque finalmente sería absuelto de todas las acusaciones.
Entre 1936 y 1937 la factoría siguió fabricando armas y municiones, a pesar del bloqueo que sufría la Asturias republicana, la falta crónica de materiales, y las agrias disputas con los comités obreros de la fábrica. Durante este tiempo Franco Mussió también ocupó diversos mandos militares y puestos administrativos en Asturias.
Hacia el final la campaña de Asturias, cuando las fuerzas franquistas se acercaban a la fábrica de Trubia, el coronel Franco negoció con estos la entrega intacta de la fábrica, y a continuación se rindió. A pesar de las ofertas que le hicieron las autoridades republicanas para que él y su familia pudieran huir de Asturias, Franco Mussió prefirió quedarse a regresar a la zona republicana. Fue hecho prisionero por las fuerzas sublevadas, que pocos días después, el 8 de noviembre, lo sometieron a un Consejo de guerra junto a otros siete oficiales republicanos. Finalmente, fue condenado a muerte y fusilado el 14 de noviembre.